# Sergio Cosentino
Sergio Cosentino (Brescia, 14 agosto 1962) è un cabarettista e autore televisivo italiano.

## Biografia
A 17 anni entra nel gruppo Mamma non piangere. Durante un concerto presso il "Murales" di Roma viene notato da Sonia Magagnini, futura produttrice di Domenica In, che lo convince a tentare la strada della comicità. Nel 1980 comincia così ad esibirsi come cabarettista nei locali di Milano e di tutta Italia. Nel 1984 conosce Antonio Ricci che lo chiama a partecipare per qualche puntata a Drive In nel personaggio del pianista pazzo che si esibisce a bordo di un Ape Piaggio. Nel 1985 viene chiamato da Maurizio Nichetti ad interpretare la parte di coprotagonista nel film Il Bi e il Ba con Nino Frassica e Leo Gullotta. Per tutti gli anni ottanta e la prima metà degli anni novanta lavora come cabarettista esibendosi in migliaia di spettacoli in tutta Italia. Contemporaneamente partecipa a numerose trasmissioni televisive e radiofoniche. Nel 1996 viene chiamato da Marco Milano come autore, ed inizia così una lunga collaborazione. Nel 1997 Sergio viene chiamato da Salvatore De Pasquale a collaborare a due speciali per Telemontecarlo e firma così in qualità di autore i suoi primi programmi televisivi assieme a De Pasquale e a Gino Landi, autore anche della regia. In quel programma conosce Stefano Masciarelli con il quale comincia a collaborare. Nel 1998 viene chiamato in qualità di collaboratore ai testi per la trasmissione Titanic di Rai Due con protagonista Massimo Boldi. Da quel momento, Sergio Cosentino diviene autore di Massimo Boldi scrivendo le sue battute in tutti i suoi film campioni di incasso. Durante i primi anni 2000 diventa autore di alcuni tra i più noti comici italiani come Enrico Montesano, Massimo Boldi, I Fichi d'India, Gianfranco D'Angelo, Enrico Beruschi, Beppe Braida, Max Pisu, Enzo Salvi, Stefano Masciarelli, Paolo Migone, Alessandro Di Carlo, i Pali e Dispari, Alessandra Ierse e tanti altri e firma o partecipa in qualità di battutista a programmi televisivi di successo come Zelig, Colorado, Scherzi a parte, Striscia la Notizia, Ballando con le Stelle, Quelli che il Calcio, Convenscion, Telegatto, Oscar della Tv, Miss Italia, La sai l'ultima, Una giornata Particolare, Momenti di Gloria, Domenica In, Le Iene, Paperissima, C'è Posta per te, Stasera pago io, Uno di noi, Casa Mosca, Telematti e tanti altri. Per il teatro scrive, dirige e produce Ora è possibile spegnere il computer, La Famiglia Martinelli e Quel tranviere chiamato Desiderio tutte con Enrico Beruschi ed altri noti attori.
Quest'ultima commedia è stata co-prodotta dalla Talevisione della Svizzera italiana che la manda in onda ancora oggi con grandi indici di ascolto. Ne 2014 Sergio pubblica il libro "500 Battute" con la prefazione di Massimo Boldi.
Con alcuni dei suoi "clienti più famosi, Sergio Cosentino, ha pubblicato libri per Mondadori, Rizzoli e Feltrinelli.
Attualmente Sergio Vive e lavora tra l'Italia e gli Stati Uniti.

## Filmografia parziale
- Il Bi e il Ba, regia di Maurizio Nichetti (1985)
- Nontuttorosa, regia di Amanzio Todini - film TV (1987)
- Volere volare, regia di Maurizio Nichetti (1991)
- Paparazzi, regia di Neri Parenti (1998)
- Tifosi, regia di Neri Parenti (1999)
- Vacanze di Natale 2000, regia di Carlo Vanzina (1999)
- Body Guards - Guardie del corpo, regia di Neri Parenti (2000)
- Merry Christmas, regia di Neri Parenti (2001)
- Natale sul Nilo, regia di Neri Parenti (2002)
- Natale in India, regia di Neri Parenti (2003)
- La fidanzata di papà, regia di Enrico Oldoini (2008)
- A Natale mi sposo, regia di Paolo Costella (2010)
- Matrimonio a Parigi, regia di Claudio Risi (2011)
- Matrimonio al Sud, regia di Paolo Costella (2015)